# Умершие в апреле 2013 года
Это список известных людей, соответствующих установленным критериям значимости (см. Википедия:Критерии значимости персоналий), умерших в апреле 2013 года.
Причина смерти указывается лишь в исключительных случаях (убийство, самоубийство, гибель в результате военных действий, смертная казнь, ДТП или несчастные случаи). В остальных случаях — не указывается.

## 30 апреля
- Балай, Евгений Степанович (59, по другим данным 50) — генеральный директор завода «Кимпор»; убийство[1].
- Грэй, Майк (77) — американский писатель, сценарист и режиссёр, номинант на кинопремию «Оскар» («Китайский синдром»)[2].
- Дурбин, Дина (91) — канадская и американская актриса и певица, лауреат премии «Оскар» (1938) (о смерти объявлено в этот день)[3].
- Ириней (101) — епископ Константинопольской православной церкви, митрополит Кисамский и Селинский (1981—2005)[4].
- Оффут, Эндрю (78) — американский писатель-фантаст[5][6].
- Форрестер, Вивиан (87) — французская писательница, лауреат Гонкуровской премии (2009)[7].
- Халемский, Владимир (66) — российский и израильский актёр[8].

## 29 апреля
- Гарлато, Пьетро (85) — итальянский католический епископ Палестрины (1986—1991) и Тиволи (1991—2003)[9].
- Групер, Песах (88) — израильский политик, министр сельского хозяйства (1983—1984)[10].
- Захариади, Марианна (23) — кипрская легкоатлетка, серебряный призёр Средиземноморских игр по прыжкам с шестом (2011); рак[11].
- Каррера, Херонимо (90) — председатель Коммунистической партии Венесуэлы (с 2006)[12].
- Кэмпбелл, Дональд (88) — канадский академик, основатель и первый президент Университета Кеёп-Бретона[13].
- Рок, Микела (72) — итальянская актриса[14].
- Хойфлер, Герхард (69) — австрийский промышленный дизайнер[15].
- Хоромиа, Пэрекура (62) — новозеландский политик, министр по делам маори (2000—2008)[16].

## 28 апреля
- Карагезян, Константин Григорьевич (85) — армянский учёный, директор института молекулярной биологии (1986—2006), академик Национальной академии наук Республики Армения, доктор биологических наук, профессор[17].
- Огир, Евгений Валерьевич (32) — музыкальный продюсер, муж украинской певицы Тины Кароль[18].
- Охеда Паскуаль, Хулио (81) — перуанский католический епископ Сан-Рамона (1987—2003)[19].
- Рамус, Саулу (83) — бразильский политик, министр юстиции (1989—1990)[20].
- Рейнольдс, Джон Чарльз (77) — американский компьютерный учёный, один из создателей Системы F[21].
- Рой, Саилендра (50) — индийский каскадёр, установивший несколько мировых рекордов[22].
- Штаркер, Янош (88) — американский виолончелист[23].
- Утешев, Данияр Амирович (45) — старший тренер сборной Казахстана по тяжёлой атлетике; обнаружен мёртвым в Узбекистане, предположительно самоубийство[24].
- Хабер, Петер (49) — швейцарский историк, доцент Базельского университета[25].
- Чаплин, Станислав Викторович (80) — российский и израильский кинорежиссёр[26].
- Ши, Джек (84) — американский кинорежиссёр, президент гильдии режиссёров США (1997—2002)[27][28].

## 27 апреля
- Бадинтер, Ефим Яковлевич (79) — молдавский учёный, изобретатель[29].
- Берулава, Геннадий Михайлович (69) — абхазский политический деятель, первый председатель Службы безопасности Республики Абхазия (1992—1993)[30].
- Бирн, Энтони (82) — ирландский боксёр, бронзовый призёр летних Олимпийских игр в Мельбурне (1956)[31].
- Бортник, Аида (75) — аргентинский сценарист («Официальная версия»), лауреат премии «Серебряный кондор», номинант на кинопремию «Оскар»[32].
- Варнке, Юрген (81) — немецкий политик, министр транспорта (1987—1989) и экономического сотрудничества (1982—1987, 1989—1991)[33].
- Гестер, Труди (93) — швейцарская актриса[34].
- Зимельс, Юзеф Леонович (69) — член-корреспондент Украинской Академии Архитектуры, один из основателей украинской спелеологии[35].
- Килонзо, Мутула (65) — кенийский политик, министр юстиции (2009—2012), министр образования (2012—2013)[36].
- Коваль, Владимир Николаевич (70) — актёр театра Вахтангова, заслуженный артист Российской Федерации[37].
- Нестеренко, Сергей Михайлович (78) — советский и российский государственный и партийный деятель, второй секретарь ЦК КП Туркменской ССР (1986—1991), член ЦКК КПСС (1990—1991), депутат Верховного Совета СССР/народный депутат СССР (1987—1991)[38].
- О'Коннелл, Джозеф Питер (81) — австралийский католический епископ Мельбурна (1976—2006)[39].
- О'Нилл, Артур Джозеф (95) — американский католический епископ Рокфорда (1968—1994)[40].
- Романов Николай Александрович (60) — советский и российский актёр[41].
- Тавал, Патрик (57) — папуа-новогвинейский католический епископ Керемы с 2010[42].
- Талалаева, Светлана Петровна (86) — российская актриса, народная артистка России[43].
- Хелдринг, Джером (95) — нидерландский журналист[44].
- Цзинь Лусянь, Алоизий (96) — китайский католический епископ Шанхая (1985—2004)[45].
- Юдин, Юрий Ефимович (75) — единственный выживший из членов группы Дятлова, погибшей в 1959 году на Урале[46].

## 26 апреля

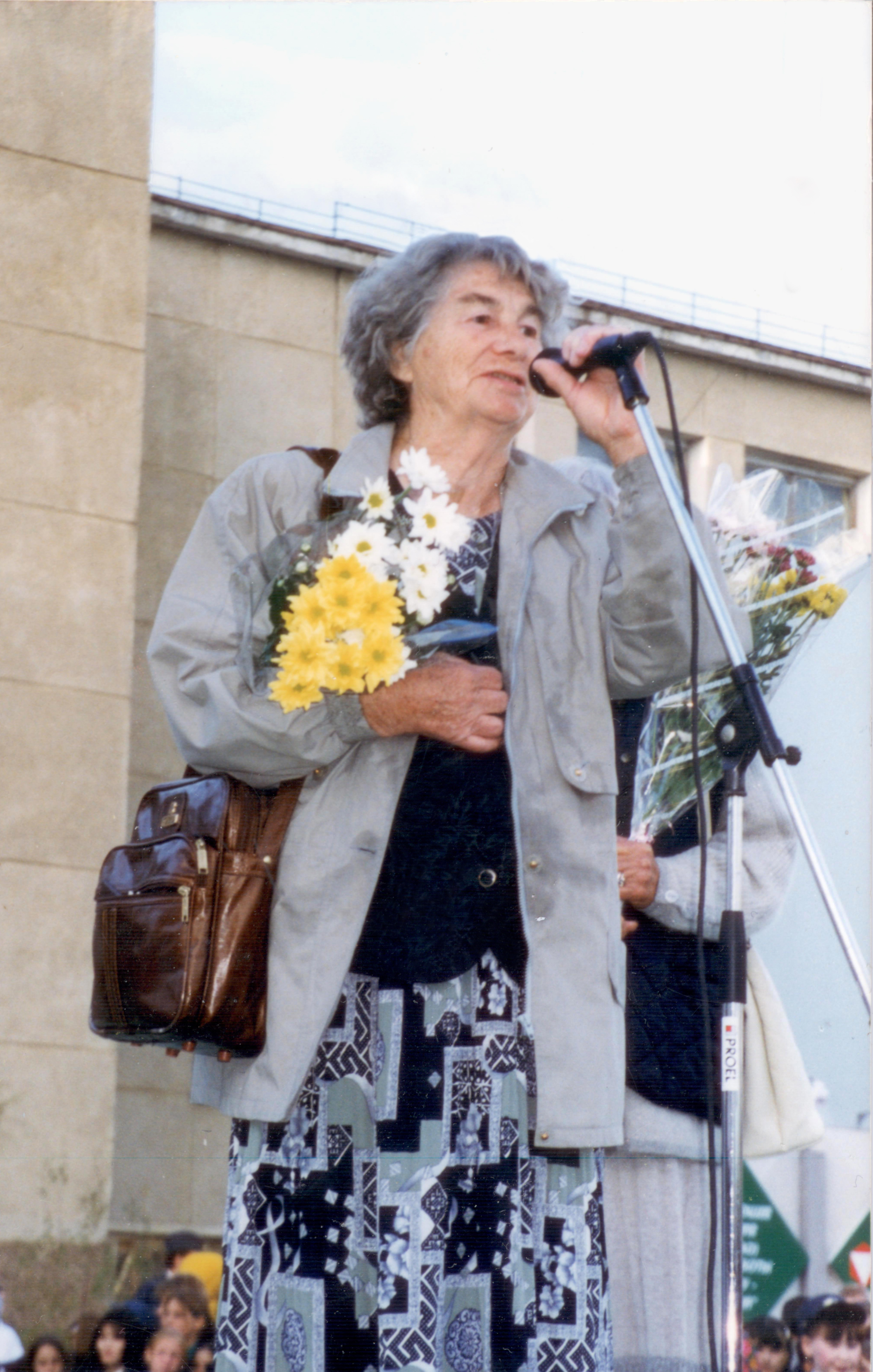
Наталия Сарсадских

- Брукс, Жаклин (82) — американская актриса[47].
- Гай, Уильям (93) — американский политик, губернатор Северной Дакоты (1961—1973)[48].
- Горбачёва, Кира Анисимовна (81) — советская волейболистка, чемпионка мира (1956)[49].
- Джонс, Джордж (81) — американский кантри-музыкант[50].
- Лившиц, Александр Яковлевич (66) — заместитель председателя Правительства Российской Федерации, министр финансов (1996—1997)[51].
- Магомедова, Айшат Магомедовна (96) — директор музея истории здравоохранения Дагестана, партийный и общественный деятель республики, министр социального обеспечения Дагестана (1954—1959), министр здравоохранения Дагестана (1959)[52].
- Сарсадских, Наталия Николаевна (97) — советский геолог, автор методики поиска кимберлитовых трубок, первооткрывательница якутских алмазов[53].

## 25 апреля
- Авшаломов, Джейкоб (94) — американский дирижёр и композитор китайского происхождения[54].
- Адам, Брайан (64) — британский (шотландский) политик[55].
- Блинайте-Кярнагене, Гражина (95) — литовская актриса[56].
- Герасимов, Анатолий Александрович (67) — российский джазовый музыкант и композитор[57].
- Гибсон, Вирджиния (88) — американская певица и танцовщица[58].
- Коковин, Валерий Петрович (85) — советский и российский капитан дальнего плавания, президент Ассоциации северных капитанов, Почётный гражданин города Архангельска (1993)[59].
- Локвуд, Джонни (92) — австралийский актёр[60].
- Овчинников, Юрий Михайлович (83) — отоларинголог, академик РАМН (2004)[61].
- Проклемер, Анна (89) — итальянская актриса театра и кино[62].
- Толстиков, Генрих Александрович (80) — химик-органик, академик РАН (1991), академик АН СССР (с 1987)[63].
- Шипунов, Аркадий Георгиевич (85) — советский конструктор, разработчик автоматического стрелкового вооружения, академик РАН, Герой Социалистического Труда[64].

## 24 апреля
- Арбас, Аллан (95) — американский актёр[65].
- Беренбау, Кларита (32) — уругвайская актриса и журналистка[66].
- Бешлагич, Элвис (39) — словенский хоккеист и тренер[67].
- Билер, Альфред (90) — швейцарский хоккеист; бронзовый призёр зимних Олимпийских игр 1948 года в Санкт-Морице; трёхкратный бронзовый призёр мировых первенств[68].
- Быков, Борис Васильевич (75) — советский художник-постановщик кино
- Внучкин, Виктор (53) — белорусский дзюдоист; заслуженный тренер Беларуси по дзюдо, тренер Гомельской областной школы высшего спортивного мастерства[69].
- Подыма, Константин Иванович (66) — российский кинодраматург, писатель, поэт, киноактёр[70].
- Штоффельс, Норберт (77) — немецкий аббат[71].

## 23 апреля
- Антонян, Армен (67) — армянский боксёр и тренер, многократный чемпион СССР, заслуженный тренер Армении и СССР[72].
- Атнабаева, Зинира Касимовна (78) — башкирская советская актриса, народная артистка Башкирской АССР (1977), заслуженная артистка РСФСР (1980)[73].
- Батурин, Евгений Васильевич (100) — советский и российский актёр и режиссёр[74].
- Блей, Норберт (77) — американский писатель[75].
- Брозман, Боб (59) — американский гитарист и мультиинструменталист[76].
- Грилиш, Тони (56) — ирландский футболист, участник финала Кубка Англии 1983 в составе клуба «Брайтон энд Хоув Альбион», игрок сборной Ирландии (1976—1985); рак[77].
- Кастильо Рентериа, Хосе де Хесус (85) — мексиканский католический епископ Тустепека (1979—2005)[78].
- Макканико, Антонио (88) — итальянский политик, министр (1988—1991, 1996—1998, 2000—2001)[79].
- Мортимер, Джим (91) — британский политик, генеральный секретарь Лейбористской партии Великобритании (1982—1985)[80].
- Пискарёв, Александр Юльевич (59) — советский и российский актёр
- Ромуальдо, Педро (77) — филиппинский политик, губернатор провинции Камигин (1998—2007)[81].

## 22 апреля
- Бах, Виви (73) — датская певица, актриса, писательница[82].
- Войтенков, Николай Григорьевич (65) — председатель Гомельского облисполкома (Беларусь) (1994 и 1997—2001), посол МИД Беларуси по особым поручениям (2001—2009)[83] Архивная копия от 25 апреля 2013 на Wayback Machine.
- Джолоев, Эмиль Мусаевич (71) — киргизский писатель[84].
- Кугач, Юрий Петрович (96) — советский живописец. Народный художник СССР (1977). Действительный член Академии художеств СССР (1975)[85].
- Марханд, Климент (100) — канадский поэт и журналист[86].
- Смирнов-Голованов, Виктор Викторович (78) — советский и российский артист балета, балетмейстер и режиссёр[87].
- Хэвенс, Ричи (72) — американский певец и гитарист[88].

## 21 апреля

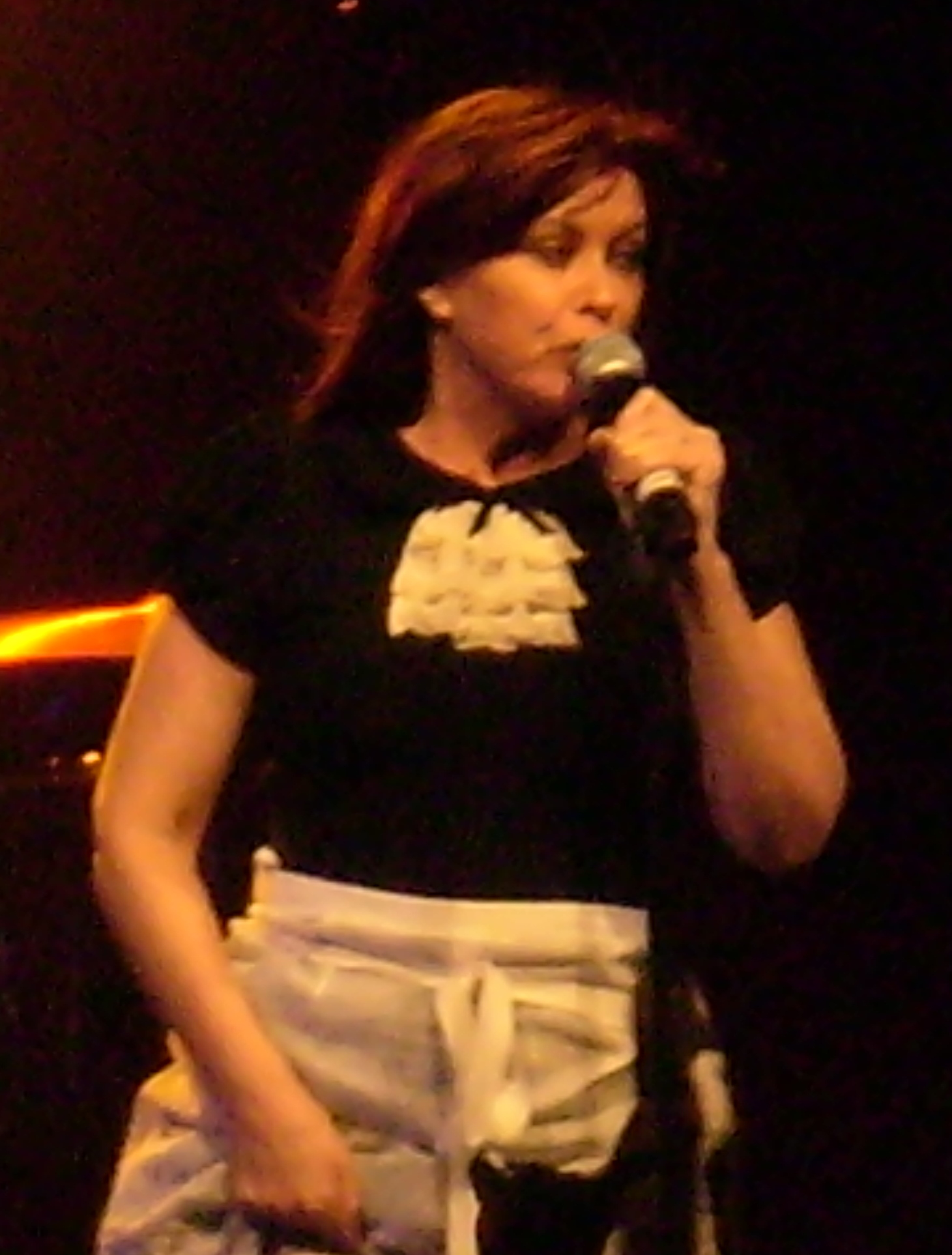
Кристина Ампфлетт

- Ампфлетт, Кристина (53) — австралийская певица и актриса, вокалистка группы Divinyls[89].
- Гладден, Алиша (27) — американская баскетболистка, автокатастрофа[90].
- Дамаз, Жан-Мишель (85) — французский композитор и пианист[91].
- Деви, Шакунтала (83) — индийский математик и феноменальный счётчик[92][93].
- Козлов, Александр Фёдорович (97) — карельский художник[94].
- Кривелли, Дэни — швейцарский музыкант, бывший барабанщик группы Krokus[95].
- Маррей, Уильям Эдвард (93) — австралийский католический епископ Вуллонгонга (1975—1996)[96].
- Энглейтнер, Леопольд (107) — старейший мужчина — узник фашистских концлагерей[97].

## 20 апреля
- Вальехо, Кармен (90) — аргентинская актриса[98].
- Веньюн, Хуан (60) — малайзийский актёр[99].
- Гарланд, Патрик (77) — британский писатель, сценарист и режиссёр[100].
- Гоман, Григорий Феликсович (48) — российский генерал-майор полиции, бывший начальник милиции общественной безопасности Омской области, начальник управления МВД по Тамбовской области (2011—2013)[101].
- де Камаргу, Дирс Наварру (100) — самая богатая женщина Бразилии, старейшая женщина-миллиардер в мире, промышленница[102].
- Колотов, Виктор Николаевич (67) — заместитель министра обороны Украины по тылу (2000—2002), начальник тыла Вооружённых сил Украины, генерал-полковник в отставке[103].
- Конигсбург, Элейн (83) — американская детская писательница, лауреат медали Джона Ньюбери (1997)[104].
- Пауэлл, Ношер (84) — британский актёр[105].
- Филимонов, Олег Вадимович (59) — российский и казахстанский юрист, доктор юридических наук, профессор, заслуженный юрист России[106].
- Филлипс, Говард (72) — американский политик, трёхкратный кандидат на пост президента США от Конституционной партии (1992, 1996, 2000)[107].
- Чкалова, Валерия Валерьевна (78) — старшая дочь Валерия Чкалова, лауреат Государственной премии[108].

## 19 апреля

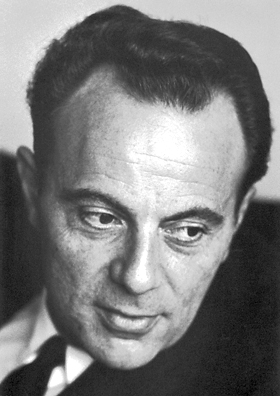
Франсуа Жакоб

- Аппель, Кеннет (80) — американский математик, известный доказательством Проблемы четырёх красок (1976)[109].
- Арбас, Аллан (95) — американский актёр[110].
- Бен Ав-Хасда, Аарон (87) — 132-й первосвященник самаритянской общины Израиля, начиная с Аарона[111].
- Гани, Аиша (90) — малайзийский политик, министр социального обеспечения (1973—1984)[112].
- Гевара, Альфредо (87) — кубинский писатель, деятель культуры и революционер[113].
- Жакоб, Франсуа (92) — французский микробиолог и генетик, лауреат Нобелевской премии (1965)[114].
- Карпов, Николай Иванович (70) — глава администрации Сочи (1991—1996), первый всенародно избранный мэр Сочи (1996—2000)[115].
- Конькова, Наталья Сергеевна (73) — советская и российская актриса, лауреат IX Московского международного Фестиваля Камерных театров и спектаклей малых форм «Славянский венец»
- Ньюхарт, Эл (89) — американский журналист и издатель («USA Today»)[116].
- Осояну, Константин Васильевич (72) — молдавский режиссёр-кинодокументалист[117].
- Царнаев, Тамерлан (26) — один из главных подозреваемых в деле о взрывах в Бостоне; убит полицейскими во время перестрелки[118].
- Этлис, Мирон Маркович (83) — российский психиатр, общественный деятель, литератор, публицист[119].

## 18 апреля
- Аласов, Тунгучбай (92) — последний из живших в Кыргызстане участников битвы за Москву[120].
- Бондарев, Василий Михайлович (62) — заместитель начальника кафедры Военной академии Генштаба, генерал-майор, профессор, автор более 125 научных и учебно-методических трудов; самоубийство[121].
- Вальде, Ханс-Йоахим (70) — западногерманский десятиборец, двукратный призёр летних Олимпийских игр в Токио (1964) и в  Мехико (1968)[122].
- Галинский, Тадеуш (98) — польский политик, министр культуры (1958—1964)[123].
- Магомедов, Магомед Абдуллаевич (62) — мэр Махачкалы (1992—1998), заместитель руководителя Управления Федеральной регистрационной службы России (2005—2013) (о смерти объявлено в этот день)[124].
- Торгерсон, Сторм (69) — британский фотограф, дизайнер, кинематографист[125].
- Ченапарампил, Питер Майкл (83) — индийский католический епископ Аллеппи (1984—2001)[126].
- Шапранаускас, Витаутас (54) — советский и литовский актёр (о смерти объявлено в этот день); самоубийство[127].

## 17 апреля
- Бухановский, Александр Олимпиевич (69) — доктор медицинских наук, профессор кафедры психиатрии и наркологии Ростовского государственного медицинского университета; тромбоэмболия[128].
- Викерс, Стэнли (80) — британский легкоатлет, бронзовый призёр летних Олимпийских игр в Риме (1960) в спортивной ходьбе[129].
- да Граса, Карлуш (82) — премьер-министр Сан-Томе и Принсипи (1994—1995), министр иностранных дел (1988—1990)[130].
- Живов, Виктор Маркович (68) — российский филолог, специалист в области истории русского языка, литературы и культуры[131].
- Кидуде, Би (около 100) — танзанийская фолк-певица[132].
- Кроль, Бернхард (92) — немецкий валторнист и композитор[133].
- Рамадеви В. С. (79) — индийский политик, губернатор штата Химачал-Прадеш (1997—1999), губернатор штата Карнатака (1999—2002)[134].
- Чань, Сита (26) — гонконгская певица, автокатастрофа[135].
- Уэйр, Пол (42) — английский футболист («Сток Сити»), обладатель Трофея Футбольной лиги (1992); опухоль мозга[136].

## 16 апреля

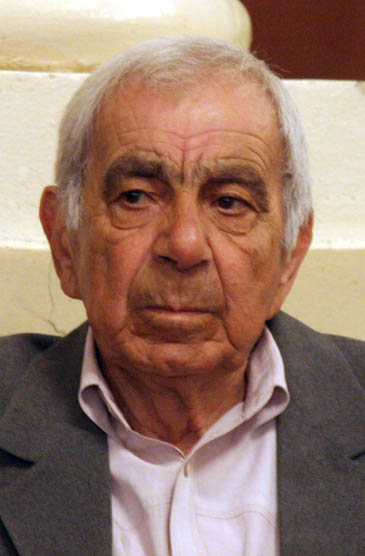
Юрий Попов

- Антонюк, Андрей Данилович (69) — украинский живописец, народный художник Украины[137].
- Брузон, Чарльз (74) — гибралтарский политик, министр жилья (2011)[138].
- Жаке, Жерар (97) — французский политик, министр заморских территорий (1957—1958)[139].
- Иов (Петров) (63) — иеромонах РПЦ, духовник Южного викариатства города Москвы, клирик храма иконы Божией Матери «Живоносный Источник» в Царицыне[140].
- Кафи, Али (84) — алжирский политик, председатель Высшего Государственного Совета Алжира (1992—1994)[141].
- Леттман, Райнхард (80) — католический епископ Мюнстера (1980—2008)[142].
- Лоуренс, Фрэнсис — американский деятель образования, президент Ратгерского университета (1990—2002)[143].
- Лунд, Пентти (87) — канадский хоккеист финского происхождения («Нью-Йорк Рейнджерс»), лауреат Колдер Трофи (1949)[144].
- Людвиг, Зигфрид (87) — австрийский политик, губернатор Нижней Австрии (1981—1992)[145].
- Попов, Юрий Лазаревич (83) — советский и российский певец (баритон), театральный режиссёр, народный артист СССР (1978)[146].
- Томас, Гордон (91) — британский велосипедист, серебряный призёр летних Олимпийских игр в Лондоне (1948) в командной велогонке[147].
- Ши, Джордж Беверли (104) — американский певец, лауреат премии «Грэмми» (1966)[148].

## 15 апреля
- Виноградова, Жанна Владимировна (66) — бывший художественный руководитель Рязанского областного театра драмы, народная артистка России[149].
- Жданович, Эдуард (67) — эстонский советский гребец, четырёхкратный чемпион СССР[150].
- ЛеПарментье, Ричард (66) — британский актёр[151].
- Пайяр, Жан Франсуа (85) — французский дирижёр[152].
- Паттин, Марселла (92) — последняя в мире бегинка[153].
- Файн, Вениамин Моисеевич (83) — израильский учёный, физик и химик, выходец из СССР, один из активистов движения отказников[154].
- Яконис, Клейде (89) — бразильская актриса[155].

## 14 апреля

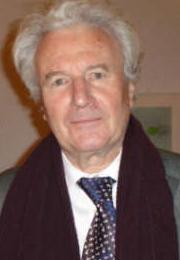
Колин Дэвис

- Арази, Эфи (76) — израильский предприниматель, которого называли отцом-основателем израильской промышленности высоких технологий[156].
- Бондарь, Александр Викторович (51) — бывший генеральный директор Воронежского механического завода[157].
- Вальдес, Альберто (93) — мексиканский спортсмен-конник, чемпион летних Олимпийских игр в Лондоне (1948) в командном первенстве по конкуру[158].
- Вильянуэва, Армандо (97) — перуанский политик, премьер-министр (1988—1989)[159].
- Воронова, Иветта Николаевна (80) — создатель и первый президент фонда «Новые имена» (1992—2008), заслуженный деятель искусств России[160].
- Гуренко, Станислав Иванович (76) — украинский советский политик, первый секретарь ЦК Коммунистической партии Украины (1990—1991) (последний руководитель компартии Украины в составе КПСС)[161].
- Дэвис, Колин (85) — британский дирижёр, главный дирижёр Лондонского симфонического оркестра[162].
- Есипенко, Павел Евменович (93) — украинский советский государственный деятель, заместитель Председателя Совета Министров УССР (1975—1987)[163].
- Исаева, Хадижат Магомедовна (74) — дагестанская поэтесса, композитор, педагог[164].
- Коллинз, Ричард (66) — канадский актёр[165].
- Майоров, Леонид Николаевич (68) — российский тренер по ралли, руководитель международного ралли-рейд клуба (RRCLub)[166].
- Менендес, Джулиус (90) — главный тренер олимпийской команды США по боксу (1960) и футболу (1976)[167].
- Микуни, Рэнтаро (90) — японский актёр[168].
- Сидоренко, Сергей Степанович (97) — молдавский советский политический деятель, бывший заместитель председателя Президиума Верховного Совета Молдавской ССР, член правительства МССР[169].
- Сумская, Элла Борисовна (83) — советская актриса театра и кино, заслуженная артистка РСФСР («Барьер неизвестности»)[170].
- Уайт, Кристин (86) — американская актриса[171].
- Штемберг, Марк Израилевич (86) — молдавский учёный-медик, общественный деятель[172].

## 13 апреля
- Бэнк, Фрэнк (71) — американский актёр[173].
- Вайнштейн, Кармен (82) — глава еврейской общины Египта[174].
- Дмитриев, Андрей Викторович (72) — Чрезвычайный и Полномочный Посол РФ в Республике Кубе и Барбадосе по совместительству (2000—2008)[175].
- Доджсон, Стивен (89) — британский композитор[176].
- Драммонд, Дин (64) — американский композитор и музыкант[177].
- Иссурин, Александр Иосифович (96) — советский и российский спортивный организатор, журналист и судья по лёгкой атлетике[178].
- Кермали, Абдельхамид (81) — алжирский, французский футболист и тренер; работал со сборной Алжира[179].
- Линь Янган (85) — тайваньский политик, мэр Тайбэя (1976—1978), губернатор провинции Тайвань (1978—1981), министр внутренних дел (1981—1984), вице-премьер (1984—1987)[180].
- Мачавариани, Иосиф Александрович (Сосо) (73) — глава Грузинского культурного центра им. Шота Руставели (Донецк, Украина), председатель Донецкого отделения Национального олимпийского комитета Украины[181].
- Мира, Хильмар (97) — норвежский лыжник, бронзовый призёр чемпионата мира по прыжкам на лыжах с трамплина (1938)[182].
- Николаев, Юрий Алексеевич (51) — российский регбист, двукратный чемпион СССР, шестикратный чемпион России, трёхкратный обладатель Кубка СССР, главный тренер красноярского клуба «Красный Яр» (2009—2013)[183].
- Поллота, Ник (57) — американский писатель[184].
- Херсет, Адольф (91) — американский музыкант, трубач Чикагского симфонического оркестра[185].
- Чи Ченг (42) — американский музыкант, бас-гитарист группы Deftones[186]

## 12 апреля

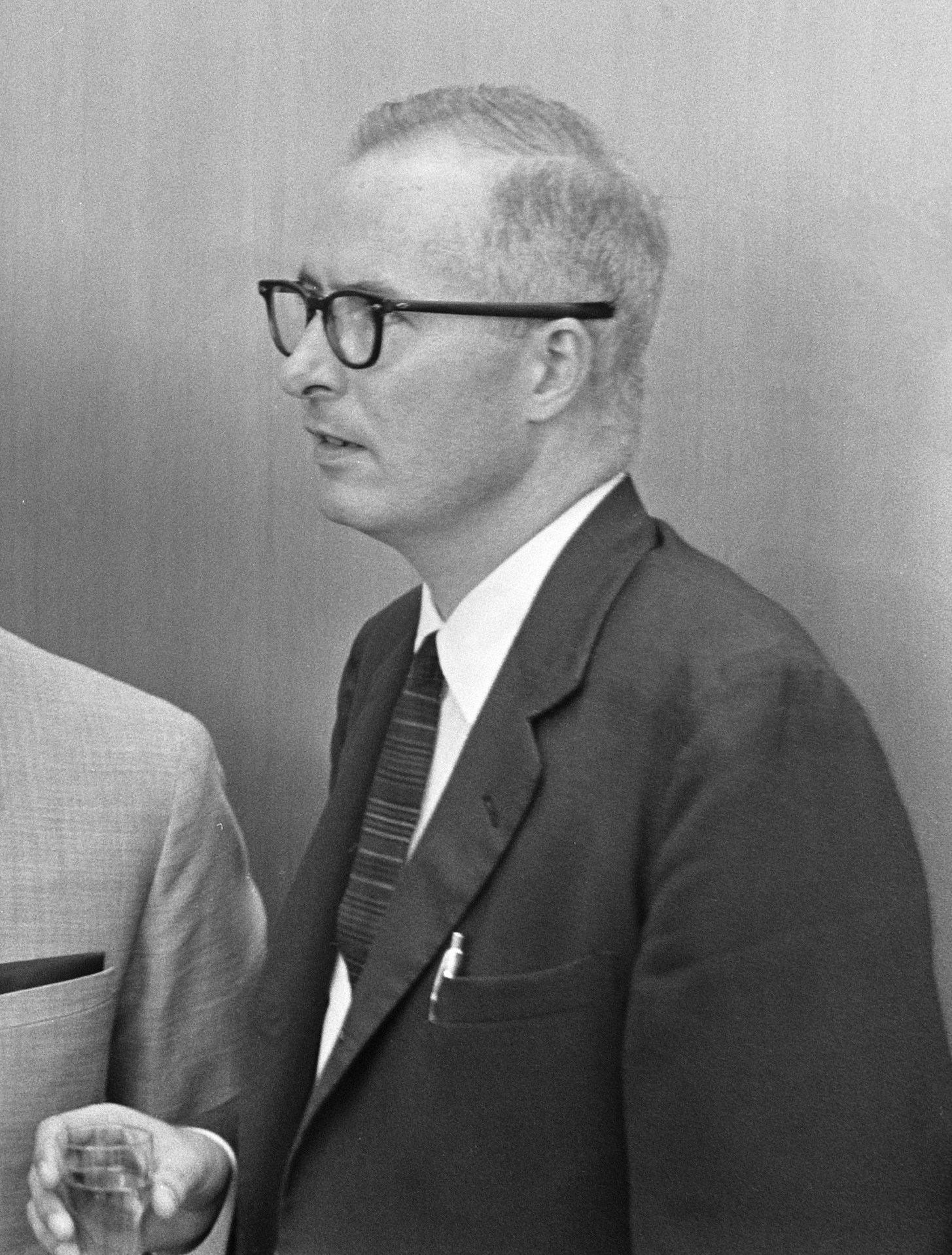
Роберт Бирн

- Бирн, Роберт (84) — американский шахматист, гроссмейстер[187].
- Гусев, Николай Петрович (66) — советский и российский военачальник., командир 30-го гвардейского армейского корпуса, генерал-лейтенант.
- ДюПлой, Джонни (48) — южноафриканский боксёр, участник первого в истории боя за пояс ВБО (1989)[188].
- Йосеф, Яаков (66) — депутат кнессета Израиля от партии ШАС, раввин, глава ешивы «Хазон Яаков», сын лидера партии ШАС раввина Овадьи Йосефа[189].
- Родин, Николай Александрович (88) — российский писатель, первый лауреат Всероссийской премии «Малая Родина»[190].
- Франс, Майкл (51) — американский сценарист («Золотой глаз», «Каратель»)[191]
- Шалаи, Анна-Мария (51) — венгерская журналистка и политик[192].
- Шашик-оглы, Нодар Изетович (86) — азербайджанский актёр театра и кино, народный артист Азербайджана и России[193].

## 11 апреля
- Блэкмен, Дон (59) — американский музыкант[194].
- Галёс, Адам (89) — польский историк[195].
- Карми, Рам (82) — израильский архитектор[196].
- Копровский, Хилари (96) — американский вирусолог и иммунолог польского происхождения, который изобрёл первую эффективную живую вакцину против полиомиелита[197].
- Лядов, Олег (58) — эстонский велогонщик, шестикратный чемпион СССР, предприниматель[198].
- Маршаль, Жиль (68) — французский певец[199].
- Пятраускас, Вилюс (75) — литовский актёр театра и кино[200].
- Теста, Клориндо (89) — аргентинский архитектор итальянского происхождения[201].
- Толлчиф, Мария (88) — американская прима-балерина, жена Джорджа Баланчина[202].
- Узун, Эралл (31) — немецкий актёр[203].
- Уинтерс, Джонатан (87) — американский комедийный актёр, обладатель премии «Эмми»[204].
- Фойгт, Ангела (61) — немецкая (ГДР) легкоатлетка, чемпионка летних Олимпийских игр 1976 года в Монреале в прыжках в длину[205].
- Хемсли, Томас (85) — британский оперный певец[206].
- Шпенглер, Гаральд (50) — известен под своим сценическим именем как Ли Тэрот, гитарист оригинального состава культового немецкого хеви-металлического коллектива Stormwitch; инсульт[207].

## 10 апреля

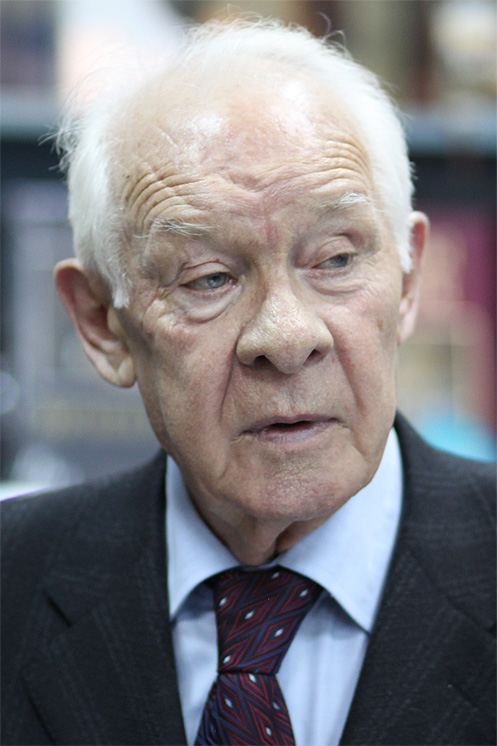
Ахсарбек Галазов

- Антонетти, Лоренцо (90) — итальянский куриальный кардинал и ватиканский дипломат[208].
- Байрамкулова, Зухра Абдурахмановна (72) — доярка совхоза «Учкекенский», Герой Социалистического Труда (1971)[209].
- Будон, Раймон (79) — французский философ и социолог[210].
- Буторин, Николай Дмитриевич (78) — заслуженный художник России, мастер-косторез холмогорской резной кости. Лауреат Государственной премии РСФСР имени И. Е. Репина, погиб на пожаре[211].
- Галазов, Ахсарбек Хаджимурзаевич (83) — первый президент Республики Северная Осетия-Алания (1994—1998)[212].
- Гоголев, Кронид Александрович (86) — народный художник России, лауреат Государственной премии России, заслуженный работник культуры РСФСР[213].
- Джимми Доукинс (76) — американский гитарист и певец[214].
- Зелевинский, Андрей Владленович (60) — российский и американский математик, профессор факультета математики Северо-Восточного университета (США)[215].
- Кастильо, Кэрол (23) — перуанская фотомодель[216].
- Козлина, Александар (74) — югославский футболист, чемпион летних Олимпийских игр в Риме (1960)[217].
- Ригер, Бернхард (90) — немецкий католический епископ Штутгарта[218].
- Томас, Гордон (91) — британский велосипедист, серебряный призёр летних Олимпийских игр в Лондоне (1948) в командной шоссейной гонке[147].
- Фроня, Александру (79) — румынский футболист, двукратный чемпион Румынии (1958, 1959)[219].
- Черных, Владимир Яковлевич (79) — советский и российский сценарист
- Шефер, Джордж (84) — американский бизнесмен, генеральный директор и президент «Caterpillar» (1985—1990)[220].
- Штейншлейгер, Вольф Бенционович (94) — советский и российский радиофизик, член-корреспондент РАН[221].
- Эдвардс, Роберт Джеффри (87) — британский учёный-физиолог, лауреат Нобелевской премии по физиологии и медицине за 2010 год[222].

## 9 апреля
- Иванов, Виктор Александрович (76) — российский партийный и хозяйственный деятель, бывший председатель исполкома Читинского городского совета[223].
- Нова Роча, Луис Антонио (69) — колумбийский католический епископ с 2010 года[224].
- Периколи, Эмилио (85) — итальянский певец, призёр конкурса песни Евровидение (1963)[225].
- Рахмадиев, Еркегали Рахмадиевич (80) — казахский композитор, народный артист СССР[226].
- Солери, Паоло (93) — итальянский архитектор, основатель Аркозанти[227].
- Чжао Уцзи (93) — французский живописец, график, художник книги китайского происхождения[228].

## 8 апреля

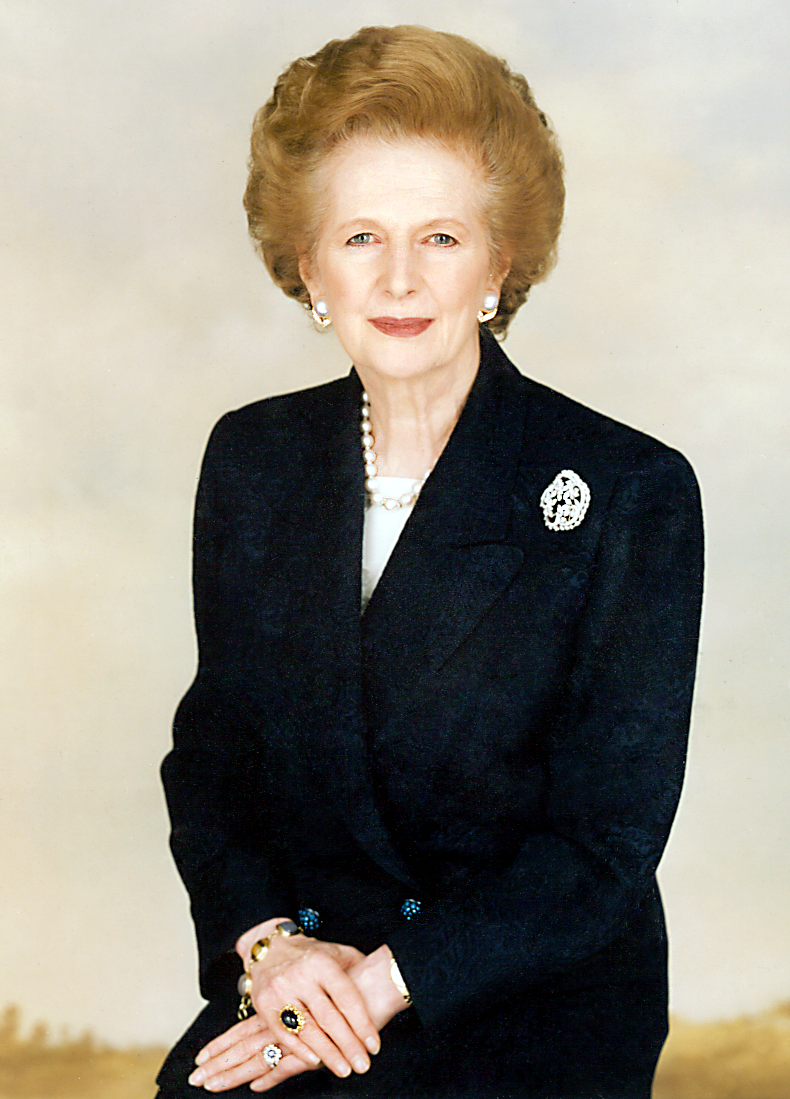
Маргарет Тэтчер

- Баццарелли, Эридано (91) — итальянский переводчик, литературовед, русист, переводчик русской литературы[229].
- Бекетов, Михаил Васильевич (55) — главный редактор газеты «Химкинская правда», участник акций в защиту Химкинского леса[230].
- Березовский, Вадим Леонидович (84) — контр-адмирал, Герой Советского Союза (1970)[231].
- Брукер, Ричард (58—59) — британский актёр, каскадёр[232].
- Гельбих, Вольфганг (70) — немецкий церковный музыкант[233].
- Добровольский, Глеб Всеволодович (97) — почвовед, директор института экологического почвоведения МГУ, академик РАН[234].
- Крамер, Грег (51) — канадский актёр[235].
- Криг, Дэни (93) — южноафриканский инженер и геолог, создатель геостатистики, чьим именем назван один из основных методов геостатистического оценивания — кригинг[236].
- Кунья, Валдемар Эстевес да (92) — старейший бразильский фестивальный Король Момо (1957—1990)[237].
- Кэмпбелл, Юджин (80) — американский хоккеист, серебряный призёр зимних Олимпийских игр (1956)[238].
- Лигонд, Франсуа-Вольф (85) — гаитянский католический архиепископ Порт-о-Пренса с 1966 по 2008 год[239].
- Монтьель, Сара (85) — испанская певица и киноактриса[240].
- Сампедро, Хосе Луис (96) — испанский писатель и гуманист[241].
- Тэтчер, Маргарет (87) — 71-й премьер-министр Великобритании в 1979—1990 годах, первая женщина премьер-министр Великобритании; инсульт[242].
- Фаничелло, Аннетт (70) — американская актриса и певица[243].

## 7 апреля
- Бланк, Лес (77) — американский режиссёр-документалист («Вернер Херцог ест свою туфлю», «Бремя мечты»)[244].
- Джонс, Энди (61) — британский музыкальный продюсер[245].
- Игнатий (Жидков) (58) — игумен РПЦ, настоятель Богородице-Рождественского Бобренева мужского монастыря (Коломна)[246].
- Йекер, Ханс (80) — немецкий футболист (ФРГ), чемпион Германии (1967)[247].
- Кирай, Тамаш (60) — венгерский модельер; убийство[248].
- Лэнгстон, Уонн (91) — американский палеонтолог, чьим именем назван род динозавров Texacephale langstoni[249].
- Орозалиев, Константин Керимович (70) — советский и киргизский кинооператор[250]
- Пулитцер, Лилли (81) — американский дизайнер одежды и аксессуаров[251].
- Равинале, Ирма (75) — итальянский классический композитор[252].
- Роуз, Микки (77) — американский сценарист («Бананы», «Хватай деньги и беги»)[253].
- Рюле фон Лилистерн, Хельга (100) — немецкий график и историк[254].
- Смит, Нил (59) — австралийский музыкант («AC/DC»)[255].
- Уильямс, Карл (53) — американский боксёр-профессионал, чемпион мира (1987—1991)[256].

## 6 апреля
- Байноу, Хильда (91) — британский губернатор Гренады (1968—1974), первая женщина, ставшая губернатором в Содружестве наций[257].
- Йегрос, Сельсо (77) — парагвайский католический епископ[258].
- Кастро, Эмилио (85) — уругвайский религиозный деятель, генеральный секретарь Всемирного совета церквей (1985—1992)[259].
- Корзатте, Клейтон (86) — американский актёр, номинант на премию «Тони» (1967)[260].
- Кустерка, Славомир (28) — польский музыкант, бас-гитарист группы Hate[261].
- Магдалинин, Алексей Алексеевич (68) — российский актёр, заслуженный артист России[262].
- Норгроув, Майкл (31) — британский боксёр[263].
- Поблет, Мигель (85) — испанский велогонщик[264].
- Рибас, Марку (65) — бразильский музыкант[265].

## 5 апреля

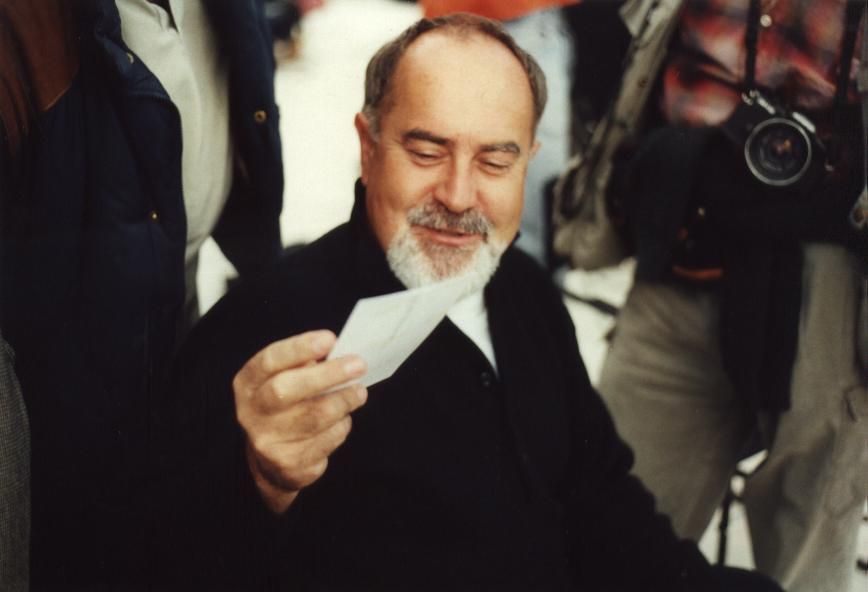
Бигас Луна

- Бьянки, Реджина (92) — итальянская актриса[266].
- Данкнер, Амнон (67) — израильский журналист и писатель[267].
- Лисовол, Виктор Иванович (81) — украинский композитор и музыкант[268].
- Литвак, Илья Ассирович (44) — российский детский писатель, композитор[269].
- Луна, Бигас (67) — испанский кинорежиссёр, сценарист, художник[270].
- Мартинайтис, Марцелиюс (77) — литовский поэт, литературовед, эссеист, переводчик[271].
- Никоненко, Анатолий Вячеславович (61) — советский и российский театральный актёр; инсульт[272].
- Паппас, Николаос (83) — греческий морской офицер, капитан эсминца «Велос», руководитель мятежа против режима Чёрных полковников (1973)[273].
- де Пальма, Пьеро (87) — итальянский оперный певец[274].
- Поддубный, Дмитрий Павлович (49) — советский и российский актёр[275].
- Уткин, Евгений Георгиевич (67) — российский мурманский правозащитник и общественный деятель[276].
- Яблонский, Владислав (82) — польский политик, министр лёгкой промышленности (1980—1981)[277].

## 4 апреля

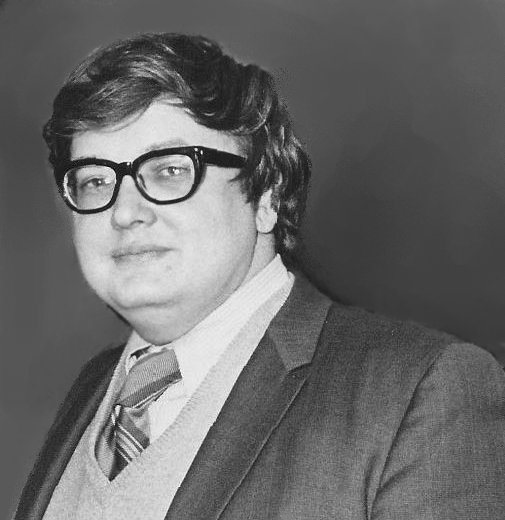
Роджер Эберт

- Биснот, Дейл (76) — гайанский политик, министр труда, сферы услуг и социального обеспечения, ранее министр образования[278].
- Бломгрен, Бенгт (89) — шведский актёр[279].
- Джонсон, Беседка (87) — американская актриса[280].
- Инфантино, Кармине (87) — американский комик и редактор[281].
- Карранса, Виктор (77) — колумбийский предприниматель по прозвищу «Изумрудный король», который контролировал большую часть добычи этих драгоценных камней в мире[282].
- Коппер, Бэзил (89) — британский писатель[283].
- Мосиевский, Анатолий Викторович (64) — учёный, глава администрации (мэр) города Бийска Алтайского края (2006—2011)[284].
- Нанаев, Кемельбек (67) — киргизский политический деятель, первый вице-премьер, министр финансов и председатель национального банка (1992—1994), Чрезвычайный и Полномочный Посол КР в России (2001—2005)[285].
- Пальнер, Беатрис (75) — датская актриса[286].
- Рыжова, Светлана (36) — белорусская футболистка, серебряный призёр чемпионата СССР (1991), многократный чемпион и призёр Беларуси и Польши[287].
- Смит, Элдред (106) — почётный Патриарх Церкви Иисуса Христа Святых последних дней[288].
- Тичо, Томми (84) — австралийский пианист, композитор и дирижёр[289].
- Царёв, Игорь Вадимович (Игорь Могила) (57) — поэт, журналист, корреспондент «Российской газеты»; сердечный приступ[290].
- Чернов, Виктор Юрьевич (57) — белорусский политолог, учёный, член правления Объединённой гражданской партии Беларуси, преподаватель партийной школы ОГПБ[291].
- Эберт, Роджер (70) — американский кинокритик и телеведущий, лауреат Пулитцеровской премии (1975)[292].
- Ямагути, Нобору (41) — японский писатель в жанре ранобэ, автор серий лайт-новелл «Zero no Tsukaima», «Strike Witches», «Жаркое лето» и других произведений жанра, а также нескольких сценариев видеоигр[293].

## 3 апреля
- Бильбао, Мариви (83) — испанская актриса[294].
- Горелик, Марк Борисович (91) — художник-постановщик киностудии им. Максима Горького[295].
- Леман, Свен (47) — немецкий актёр[296].
- Михаэлис, Рольф (79) — немецкий писатель, фельетонист, эссеист[297].
- Колчин, Анатолий Кириллович (63) — заслуженный тренер Беларуси по боксу[298].
- Правер Джабвала, Рут (85) — английская и американская писательница, киносценарист, двукратный лауреат премии «Оскар» за лучший адаптированный сценарий[299].
- Синсер, Джин (93) — американская актриса[300].

## 2 апреля
- де Голль, Элизабет (88) — старшая дочь президента Франции Шарля де Голля, глава благотворительного фонда имени Анны де Голль (1979—1988)[301].
- Никодим (86) — епископ Элладской православной церкви, митрополит Елойский (1974)[302].
- О’Ши, Майло (86) — ирландский актёр[303].
- Редаэлли, Мария (113) — старейшая жительница Италии и Европы[304].
- Уилсон, Ян (80) — австралийский политик, министр внутренних дел и окружающей среды (1981—1982), министр по делам аборигенов (1982—1983)[305].
- Уорд, Роберт (95) — американский композитор, лауреат Пулитцеровской премии по музыке (1962)[306].
- Франко, Хесус (82) — испанский режиссёр, актёр, оператор, сценарист и композитор[307]
- Хенсон, Джейн (78) — одна из основательниц «Маппет-шоу»[308].

## 1 апреля

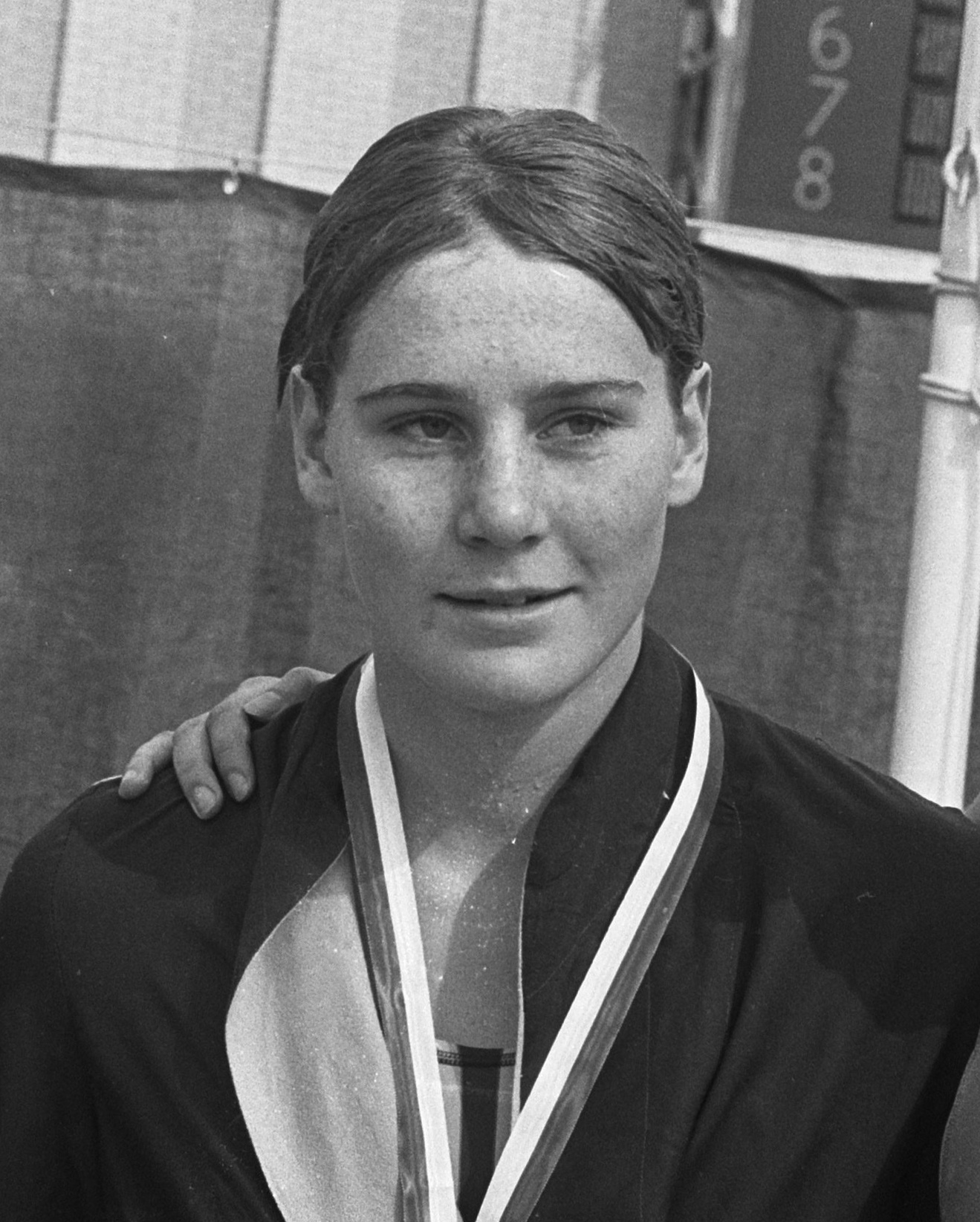
Карен Муир

- Бади, Асал (35) — иранская актриса[309].
- Бадр ибн Абдул-Азиз Аль Сауд (81) — член саудовской королевской семьи, политический и военный деятель Саудовской Аравии[310].
- Бердж, Дэвид (83) — американский пианист и композитор[311].
- Бла, Мозес (65) — либерийский политик, вице-президент Либерии (2000—2003), временный президент страны (2003)[312].
- Кертель, Николай Александрович (75) — генетик, академик Национальной академии наук Беларуси[313].
- Мартинеску, Николае (73) — румынский борец в греко-римском стиле, чемпион летних Олимпийских игр 1972 года в Мюнхене, бронзовый медалист летних Олимпийских игр 1968 года в Мехико[314].
- Матиешин, Иван Семёнович (61) — председатель украинского Политического объединения «Рідна Вітчизна» (c 2010), президент гандбольного клуба «Динамо-Полтава»[315].
- Муир, Карен (60) — южноафриканская пловчиха, неоднократная рекордсменка мира в плавании на спине, самая юная (12 лет) рекордсменка мира[316] Архивная копия от 9 апреля 2013 на Wayback Machine.
- Нуртазина, Рафика Бекеновна (92) — советский и казахстанский педагог, Герой Социалистического Труда[317].
- Павел 183 (29) — российский уличный художник, получивший всемирную известность, как «русский Бэнкси»[318].
- Паршин, Александр Яковлевич (74) — российский физик, член-корреспондент РАН (1994)[319].
- Петрик, Анатолий Алексеевич (71) — российский учёный и педагог, первый ректор и первый президент Кубанского государственного технологического университета[320].
- Пясецкая-Джонсон, Барбара (76) — американская миллиардерша польского происхождения, наследница компании Johnson & Johnson, филантроп и коллекционер[321].
- Чэнь Чжаоди (58) — китайская волейболистка, чемпионка мира (1982)[322].